# Kisboldogasszony-templom (Jászapáti)
A jászapáti templom Jászapáti városának 1391–1833 között, klasszicista stílusban épült római katolikus temploma, az egri érsekség második legnagyobb alapterületű temploma.

## Története
Azon a téren, melyen jelenleg számos átalakítás után a mai nagy kéttornyú templom áll, már közel 700 évvel ezelőtt is a Boldogságos Szűz Mária tiszteletére épített szentély állt. Egy határjárási okmány 1391-ben így emlékezik meg róla: „Szűz Mária tiszteletére épült kőegyház Apáthin”. Ha apátsági templom volt egykor, akkor eredete még előbbre vezethető vissza, de ha a jászkunok építették, akkor valószínűleg a XIII. század végén vagy a XIV. század elején épült.
A mai templom tornyok körüli oldalrésze még az ősrégi templomból való, mert ezt sohasem bontották el, csak hozzátoldtak két ízben az eredeti templom falához. 1493-ban a vitézségéről híres Horvát Lukács apátiszállási kapitány a templom keleti sarkára egy hatalmas tornyot építtetett, melynek alapzata 10 méter magasságig ma is áll. Az újabb magasítás észrevehető, mert a régi legnagyobb része kőből, az újabb pedig téglából van rakva; ezenkívül a réginek sarkai egyszerű hegyes csúcsban végződnek, míg az újabb részek már félköralakra tompított ívekkel rendelkeznek. A keleti torony régi mivoltát minden kétséget kizárva bizonyítja az a felírás, mely a torony egyik támoszlopába illesztett faragott kövön ma is olvasható:
+HOC OPVS FECIT FIERI LVCAS HORVAT CAPITANEVS DE APTI SALIASA AD HONREM NATIVITATIS BEATE MARIÆ VIRGINIS 1493
Ez magyarul így hangzik: Ezen épületet Horvát Lukács apátiszállási kapitány létesítette Szűz Mária születésének tiszteletére. A XIV. század végén építették a tornyot, melyben határozott gótikus stílusra vallanak a faragott kőből készült támoszlopok és az azok egyikén lévő talpkőfaragvány.
A török hódoltság után a templom is és a torony is rendkívül romos állapotban volt. A törökök kiűzése utáni első plébános Várasszói Mátyás latinul írt jegyzeteiben a torony és a templom kijavításáról is olvashatunk: „Turres duae restauratae sunt per Incolas Apathienses Anno cum expositione ducentorum viginti quinque florenorum ungarecalium.” Ami magyarra fordítva ezt jelenti: „A két torony megújíttatott a jászapáti lakosok által, 225 magyar forint költséggel.” Azt, hogy hol állott az itt említett második torony, nem tudjuk, mert a jelenlegi nyugati torony később épült.
A régi templom hossza 16,8 méter, szélessége 13,3 méter, az írások mint díszes templomot említik. 1743-ban a templom már szűknek bizonyult, ezért szükségessé vált egy újabb templom építése, illetve a már meglévő kibővítése. 1744. március 5-én kötötték meg a szerződést Braun Sebestyén építőmesterrel. A templomot hosszabbították, hossza 37,6 méter lett, a szélessége maradt 13,3 méter. A hajóhoz szentélyt is építettek. A templom előfalát lebontották és 1,1 méterrel az egész homlokzatot előbbre építették. Ekkor készítették a két oszlopon és falakon nyugvó kórust. A bővítés 1743-tól 1759-ig tartott. 1746-ban kezdték el a nyugati torony építését, de a másiknál valamivel kisebbre. Később tették egyenlő magasságúvá a másik toronnyal. 1759. június 24-én gróf Barkóczy Ferenc egri püspök szentelte fel a templomot a Boldogságos Szűz Mária tiszteletére. Ugyanakkor a következő napon, 1775 hívőt részesített a bérmálás szentségében és az új harangokat is megáldotta.
A templomszentelés tényét csiszolt márványba vésették és ez az emléktáblát a templom bejáratánál jobbra, a falba illesztették. Ezen a táblán a következő felirat volt: „Anno 1759 die 24-a Mensis Junii Ego Franciscus Episcopus Comes Barkóczy Consecravi Ecclesiam hanc et Altare maius in honorem Dei onmipotencis et Memoriam B. Mariæ Virginis Natæ ac Reliquvias SS. Martyrum Urbani et Faustini in eo inclusi et singulis Christi Fidelibus hodie unum Annum et in die anniversario Consecrationis huiusmodi ipsam Visitantibus in perpetum 40 dies de vera Indulgantia in forma Ecclesiæ consveta concessi”. Ami magyarul a következő: „Én gróf Barkóczy Ferenc püspök 1759. év június 24. napján felszenteltem e templomot és a nagyobb oltárt a Mindenható Isten tiszteletére, a Boldogságos Szűz Mária születésének emlékére, s abban Szent Urbán és Fausztin vértanúk ereklyéit zártam minden keresztény hívőnek, kik e templomot látogatják, ma egyévi, s ezen felszentelési évforduló napján, pedig örökre 40 napi, az Anyaszentegyház szokása szerinti valódi búcsút engedélyeztem.”
Amikor Kálmán János egykori apáti, ekkor már gyöngyösi plébános elhelyezte az alapkövet, szónoklatában ezt mondta: „Sosem fogják azt a jászapátiak megérni, hogy ez a templom megteljen.” A század elején megcáfolódott ez a mondás. Az 1800-as években már kicsi volt ez a templom a folyton növekvő lakosság befogadására. Ezért 1805-ben készíttettek is tervrajzot Rabl Károly gyöngyösi, valamint más egri és pesti építészekkel. Az egyháztanács a Rabl által készített hatalmas kereszt alakú tervet fogadta el.
Az alapkövet 1825. május 16-án Madarassy Ferenc segédpüspök tette le. A szentélyt lebontották, építettek egy hatalmas kereszthajót és egy másik szentélyt. A régi templomrész is változásokon ment keresztül. A falakat mindenütt 3 méterrel feljebb emelték. A régi templom alatt sírbolt is volt, amelynek lejárata a mostani főoltár mögött van, de ezt 1825-ben feltöltötték. A szentély mindkét oldalához egy-egy tágas sekrestye lett építve. Az egyiket raktárként, a másikat sekrestyeként használták, melyben az a tölgyfából készült ruhásszekrény lett elhelyezve, mely ma is a sekrestye tartozéka. A raktárként használt sekrestyét az 1970-es években hittanteremmé alakították.
A templomban összesen 3 darab kétszárnyú ajtó van. Egyik a főajtó, ez középen a homlokzatnál található és még a régi templomból való. Az ajtón a következő felirat áll: Anno 1754. Ennél az ajtónál szépen faragott kétoldali oszlopkő felül egy faragott kőlapot tart, melyen a következő felirat olvasható:
„Virgo Deipara Nata Regina TVa Pia Benignitate TVere Iaszapatienses A Peste Fame et Bello QVi OpVs Hoc Tibi VoVebVnt”
Ami magyarul így hangzik:
„Istennek Szűz Anyja, született királyné, a te ájtatos kegyességed által védd meg a döghaláltól, éhségtől és háborútól a jászapátiakat, kik ez egyházat Neked ajánlják.”
A felirat két oldalán két kőből faragott dőlt helyzetben lévő gyermekalak látható, közöttük korona, Jászapáti város 1750. évi címere felett. E címer három részre osztott mezőből áll, felülről balra egy szőlőfürt, jobbra a másik felső mezőben a jászkürt, az alsó mezőben egy vitéz, mely kivont kardot tart kezében. Ez a főbejárat a templom nagyságához képest elég kicsi, mely szembetűnő, mert a templom impozánsan magas.
1833-ban a régi torony életveszélyes állapotba került, ezért, hogy megerősítsék, a templom homlokzatát 7,5 méterrel magasabbra emelték, lent pedig támoszlopokkal erősítették.
Amikor a templom elkészült, ideiglenesen Assisi Szent Ferenc képe volt a főoltárkép. Pyrker János László érsek Bécsben rendelte meg a mostani nagyméretű Szűz Mária születését ábrázoló képet, amire a város 400 Ft-ot ajánlott fel. Ez az összeg természetesen nem fedezte a költséget, de adakozásból összejött az összköltség, amit pontosan nem ismerünk. A főoltárképet Josef Danhauser festette 1832-ben. Templomunkban van még 4 ún. kis oltárkép is elhelyezve. A jobb oldalin Szent Anna látható, ahogy kislányát, Máriát egy könyvből tanítja. Ezt Sajósy Alajos egri festőművész készítette 1866-ban. A bal oldali kis oltárkép a Fájdalmas Szűzanyát ábrázolja, amint a Golgota alatt kesereg. Than Mór festette 1863-ban. A hajóban is van 2 oltár egymással szemben. A jobb oldali Szent Péter és Szent Pál apostolokat ábrázolja, a bal oldali pedig Árpád-házi Szent Erzsébetet.
Az 1700-as évek elején Radics Márton jászapáti lakos vette és ajándékozta a legelső orgonát templomunknak, mely 7 változatú volt. 1796-ban új orgonát építettek, mely szintén 7 változatú volt, és 1807-ben 16 változatúvá alakították át. 1849-ben Bakos Károly ceglédi orgonaépítővel ismét egy új orgonát készíttettek, mely 12 tiszta és 4 kombinált változattal volt ellátva. Az 1746-ban épült kóruson ma is áll az az orgona, amelyet Angster József pécsi orgonaépítő készített 1893-ban és 21 tiszta, valamint 6 kombinált változattal kíséri a hívek énekét a szentmiséken, melyből 16 változat a kétsoros manuáléhoz, öt változat pedig a pedálhoz szolgál.
1868-ban földrengések rázták meg Jászapáti városát, amik csaknem pusztulással fenyegették a templomot is. A kórus előtt lévő boltív például egészen végigrepedt. Az istentiszteleteket ezekben a hónapokban a templomkertben tartották, mindaddig, amíg a földrengések megszűntek. 1872-ben Gross gyöngyösi szobafestő belülről újrafestette a renovált templomot. A falak festése jól sikerült, de a szekkó nem. A mennyezetkép szegényessége indította a város szülöttét Vágó Pált, hogy megtegye nemes ajánlatát a városnak. A hatalmas templom több mint 1000 négyzetmétert kitevő mennyezetét a század elején Szirmay Antal és Vágó Pál festette meg. Szirmai műve a szentély és a főhajó boltozata. A szekkók képeinek címe a szentély felől felsorolva: Mária megkoronázása; Szent István felajánlja az országot Szűz Máriának; A háromkirályok imádása; Hit, remény, szeretet. Vágó Pál festette ki a kereszthajó mennyezetét. A középső kép a megváltást ábrázolja, a csegelyekben a 4 evangélista szerepel. A kereszthajó két oldalsó boltmezejében virágokat hintő angyalok láthatóak. Vágó Pálnak a középső képen Illés Antal segített. A munka 1904 májusától 1905 augusztusáig tartott.
A szószéket Koller Antal jászapáti földbirtokos készíttette 1836-ban saját költségén. Anyaga fa. Mennyezete felett aranyozott kereszt és a tízparancsolat két kőtáblája látható. Oldalán a „hegyi beszéd” és a „magvető” domborműveit készítette el a mester.
A szentek tiszteletére a főhajóban és a kereszthajóban az idők során különböző szobrok kerültek. A nyugati kereszthajóba a Jézus Szíve szobor, a keletiben pedig a Mária Szíve szobor került. A főhajóban a szószékkel szemben helyezték el Páduai Szent Antal szobrát, majd a bejárat felé haladva a lourdes-i Szűz Mária s vele szemben Szent József szobrát. Ezeken kívül megtalálhatók még a templomban a következő szobrok: Assissi Szent Ferenc, Lisieux-i Szent Teréz, Szent Vendel, Megkötött kezű Jézus. A Szent Borbála szobor 1999-ben készült fából. 2006. augusztus 14-én Szent István szobor érkezett a templomba, Hegedűs István szűcsi faszobrász jóvoltából. A Szent Rita szobor a legfiatalabb, anyaga fa, 2014 óta díszíti templomunkat.
A szembeoltár piszkei vörösmárványból készült Dr. Nagy Lajos jászapáti származású pásztói plébános tervei alapján 1979-ben. Középső betéte siklósi márvány. Asztal formájú, elől fémdísz található, hossza 2 méter, szélessége 1 méter, magassága 95 cm, egylépcsős márványdobogón áll. Az ambó szintén vörös- és fehérmárványból készült, magassága 110 cm, szélessége 1 méter, egylépcsős márványdobogón áll.
Jelenleg három harang található a templom nyugati tornyában, felirataik a következők:
1. harang: „Az 1914-18-as háborúban elesett hősök kegyelet emlékére a hívek adományozásából öntötték Seltenhofer és fiai Sopronban 1925. 4832. sz.”
2. harang: „Isten dicsőségére Szent István halálának 900 éves és a XXXIV. Eucharisztikus kongresszus emlékére öntették a jászapáti róm. kat. hívek az Úrnak 1937. esztendejében. Öntötte Szlezák László harangöntő, Magyarország aranykoszorús mestere Budapesten. Hol vagy István király, téged magyar kíván, gyászos öltözetben teelőtted sírván.”
3. harang, lélekharang: „Nepomuki Szent János és Szent Rozália könyörögjetek érettünk. Nepomuki Szent János és Szent Rozália tiszteletére öntették Béla fiuk emlékére, Zsidró János és neje Rozália jászjákóhalmi lakosok az 1930-as Szent Imre évben.”
Az első harang súlya 1200 kg, a másodiké 300 kg, a harmadiké 100 kg. A harmadik harangot a jászjákóhalmi kapitányréti iskolából hozták Jászapátira az 1960-as évek közepén. Az első toronyóra 1784-ben készült a város költségén. 1878-ban új óra került a régi helyére, melyet Andrássy Mihály helybéli órásmester készített. A mostani toronyóra már árammal működik.
1759-ben vették körül a templomot egy vastag lőrésszerű nyílásokkal ellátott 2,5 méteres kőkerítéssel. A köveket Jászivány (akkoriban Hevesivány) régi templomának romjaiból szállították át. Építése 1771-ig tartott. A kerítésnek 2 szép kovácsoltvas kapuja van. Az egyik a templom homlokzata előtt, a másik a szentély mögött. A templom homlokzata előtt lévő oszlopokon Szent Miklós püspök és Szent Vendel 2,2 méteres kőszobra, a templom hátsó bejáratánál Szent Flórián és egy másik szent szobra található.
A szószék fölötti díszes üvegablak, 1909-ben került a helyére Farkas L. Viktória jóvoltából.
1956-ban kifestették a templom külsejét és a szekkók kivételével a belső falakat is. 1975-ben lecserélték a hajó egy része felett az elkorhadt gerendázatot, 1984-ben a belső falakat újrafestették. 1985-86-ban a toronysisakokat újították föl. A díszkivilágítás 1998-ban készült el.
A templom jelenleg is felújítás alatt van. 1999-2001 között az egész templom födém és tetőszerkezetének felújítása valósult meg. 2002-ben hozzákezdtek – az elkészülte óta először – a szekkók és ornamentikák restaurálásához, mellyel 2013-ra végeztek. A restaurálást dr. Bóna István vezette, Vágó Pál festő dédunokája.
Közben a szentély műmárványozása, valamint a tabernákulum, a gyertyatartók, a keresztelőkút és a kereszt aranyozása is elkészült. 2008-ban elkészült a sekrestye díszítőfestése, valamint vizesblokkjának kiépítése. 2011 és 2014 között a padok nagy részének cseréjére is sor került. Ezek készítője Cseh Gellért volt. 2012. január 7-én Łańcut, Jászapáti lengyel testvérvárosa jóvoltából a templomba érkezett Szent II. János Pál pápa ereklyéinek kiállítása, ez itt volt először látható Magyarországon. 2014 tavaszán a templom külső festése is megtörtént, valamint a templom körüli járda vörös téglával történő burkolása. A toronyórát is felújították, és díszkivilágítást kapott. A járólapokat is kicserélték a templom karzat felőli részén. 2014. augusztus 20-án lengyel közreműködéssel a templom Mária oltárába került Szent II. János Pál ereklyéje (hajszálai). Ez az egyetlen magyarországi ereklyéje a szent pápának. 2015 elején a padok szentély felőli első 5 sorába napkollektorok segítségével a fűtést is bevezették.

## Külső hivatkozások
- A Jászapáti Templomért Alapítvány
- Jászapáti város honlapja